# العوادي (المخادر)

تعديل مصدري - تعديل

العوادي هي إحدى قرى عزلة الشرف بمديرية المخادر التابعة لمحافظة إب، بلغ تعداد سكانها 350 نسمة حسب تعداد اليمن لعام 2004.